# Копиевский, Виктор Валерьевич
Ви́ктор Вале́рьевич Копие́вский (укр. Віктор Валерійович Копієвський; род. 20 октября 1990, Кировоград) — украинский футбольный судья. С 2020 года судья ФИФА.

## Биография
Занимался футболом в кировоградской ДЮСШ-2, за команду которой выступал в соревнованиях детско-юношеской футбольной лиги Украины (5 матчей, 1 гол). Играл в чемпионате Кировоградской области по футзалу за команду «Энерго» (Кропивницкий). Имеет высшее образование, закончил Кировоградский национальный технический университет
Судейскую карьеру начал в 2005 году, с работы в региональных турнирах. С 2008 года обслуживал матчи любительского чемпионата Украины. В 2012 году стал судьёй второй лиги чемпионата Украины среди профессиональных команд, а в 2016 году был повышен до работы в первой лиге. В Украинской Премьер-лиге дебютировал 5 августа 2017 года, в матче между львовскими «Карпатами» и каменской «Сталью». В своём первом матче в высшей лиге чемпионата Украины назначил 2 пенальти, показал 10 жёлтых карточек, а также удалил с поля полузащитника львовян Олега Голодюка
В 2019 году прошёл судейские курсы УЕФА. Арбитр ФИФА с 2020 года, обслуживал матчи квалификации Лиги Европы и Лиги Конференций УЕФА. В 2018 и 2019 годах признавался Украинской ассоциацией футбола лучшим судьёй Украины. Также работает в исполкоме и комитете арбитров Кировоградской областной ассоциации футбола.

## Скандалы
В феврале 2021 года, во время матча чемпионата Украины между «Львовом» и ковалёвским «Колосом», после сигнала резерного судьи Николая Кривоносова, показал жёлтую карточку главному тренеру львовян Виталию Шумскому. Со слов тренера, причиной предупреждения стало то, что он потребовал от резервного судьи обращаться к нему на украинском языке. Сами же арбитры в своём отчёте зафиксировали, что тренер был предупреждён за системные замечания в грубой форме и публичные претензии к судьям